# Jérémy Cadot
Pour les articles homonymes, voir Cadot.
Jérémy Cadot, né le 7 novembre 1986 à Lens, est un escrimeur français, spécialiste du fleuret, vice-champion olympique par équipe aux Jeux d'été de 2016.

## Carrière
Jérémy Cadot est vice-champion du monde junior individuel et par équipe en 2006, puis champion de France par équipe en 2008 et en 2011. Il est également Vice-Champion de France Sénior individuel en 2005 et 2019.
Il est finaliste de la Coupe du monde de Copenhague et médaille de bronze de la Coupe du monde d'Isla de Margarita en 2007, finaliste de la Coupe du monde de la Corogne en 2010, finaliste du Challenge International de Paris en 2013, Vainqueur de la Coupe du monde de San Francisco et médaille de bronze de la Coupe du monde de Bonn en 2014, médaille de bronze de la Coupe du monde de San José en 2015 et médaille de bronze de la Coupe du monde de Bonn en 2018. Son plus haut rang mondial a été 7e en catégorie Sénior en 2015.
Il remporte la médaille d'argent au terme de l'épreuve de fleuret par équipes lors des Jeux olympiques de 2016 à Rio de Janeiro, aux côtés d'Erwann Le Péchoux, Enzo Lefort et Jean-Paul Tony Helissey.

## Palmarès
- Jeux olympiques :
  -  Médaille d'argent au fleuret par équipes aux Jeux olympiques de 2016 à Rio de Janeiro[2]

Championnat d'Europe :
Médaille de Bronze au Fleuret individuel 2017
Médaille d'Or au fleuret par équipes 2017
Médaille d'Or au fleuret par équipes 2015

Championnat du Monde :
Médaille de Bronze au fleuret par équipes 2013
Médaille de Bronze au fleuret par équipes 2017

## Distinctions
- Chevalier de l'ordre national du Mérite le 1er décembre 2016[3]